# 宇部スチール
株式会社宇部スチール（うべスチール）は、山口県宇部市に本社を置く、鋳造品および高品質ビレットの製造販売を手がける企業。UBE（旧・宇部興産）設立時の中核企業であった宇部新川鉄工所を源流とする。

## 沿革
- 1914年（大正3年）1月 - 宇部新川鉄工所を創立。
- 1917年（大正5年）12月 - 株式会社宇部鉄工所に組織を変更。
- 1942年（昭和17年）3月 - 宇部興産株式会社設立、その一事業所として宇部鉄工所新発足。
- 1967年（昭和42年）11月 - 30T電気炉を新設。
- 1975年（昭和50年）2月 - 60T電気炉および連続鋳造設備（1号機）を新設、連鋳ビレットの製造開始。
- 1977年（昭和52年）5月 - 鋳鍛部門を分離独立し、宇部鋳鍛鋼株式会社を設立。
- 1980年（昭和55年）
  - 1月 - 連続鋳造設備（2号機）を完成、ビレット2万t/月の体制整う。
  - 11月 - 鋳鉄溶解用低周波炉および造型設備完成、普通鋳鉄・高級鋳鉄製造開始。
- 1986年（昭和61年）7月 - 60T取鍋精錬設備新設および連続鋳造設備（1号機）改造工事完了。
- 1989年（平成元年）3月 - 株式会社宇部スチールを創立。
- 1990年（平成2年）
  - 6月 - 60T電気炉底出鋼設備完成。
  - 9月 - 造型砂の全フラン化工事完了。
- 1991年（平成3年）
  - 6月 - 連続鋳造設備（2号機）4ストランド化工事完了。
  - 10月 - ライン造型設備完成。
- 1997年（平成9年）6月 - 60T電気炉パワーアップ工事完了（60000kVA）。
- 1999年（平成11年）12月 - 鋳造品についてISO 9002認証取得。
- 2001年（平成13年）
  - 2月 - 産業廃棄物処分業許可証取得、同事業開始、ダスト循環処理設備完成。
  - 4月 - 特別管理産業廃棄物処分業許可証取得、同事業開始。
- 2002年（平成14年）
  - 3月 - 製鋼品についてISO 9002認証取得。
  - 12月 - ISO 9001-2000認証取得。
- 2005年（平成17年）3月 - ISO 14001認証取得。
- 2007年（平成19年）
  - 1月 - OHSAS18001認証取得。
  - 3月 - 産業廃棄物処理業者の優良性の判断に係る評価制度の評価基準適合業者の認定を受ける。
- 2010年（平成22年）3月 - 山口県「エコ・ファクトリー事業所」認定。
- 2011年（平成23年）3月 - 山口県「優良産廃処理業者」認定。
- 2020年（令和2年）2月 - ISO 45001認証取得。
- 2024年（令和5年）10月 - UBEが経営権を丸紅が全額出資するプライベート・エクイティ・ファンドのアイ・シグマ・キャピタルに譲渡。UBE完全子会社のUBEマシナリーが保有していた全株式はアイ・シグマ・キャピタルが設立する特別目的会社 (SPC) への出資にあて、アイ・シグマ・キャピタルの投資事業有限責任組合と共に株主（出資者）として留まる[2]。